# Comissão de Finanças da Índia
As Comissões de Finanças (IAST : Vitta Āyoga) são comissões periodicamente constituídas pelo Presidente da Índia sob o Artigo 280 da Constituição Indiana para definir as relações financeiras entre o governo central da Índia e os governos estaduais individuais . A Primeira Comissão foi estabelecida em 1951 sob a Lei da Comissão de Finanças (Provisões Diversas) de 1951. Quinze Comissões de Finanças foram constituídas desde a promulgação da Constituição indiana em 1950. Comissões individuais funcionam de acordo com os termos de referência que são diferentes para cada comissão, e elas definem os termos de qualificação, nomeação e desqualificação, o termo, a elegibilidade e os poderes da Comissão de Finanças. De acordo com a constituição, a comissão é nomeada a cada cinco anos e é composta por um presidente e quatro outros membros.
A mais recente Comissão de Finanças foi constituída em 2017 e é presidida por NKSingh, ex-membro da Comissão de Planejamento.

## História
Como uma nação federal, a Índia sofre de disparidades fiscais entre regiões geográficas e disparidades fiscais entre níveis governamentais. Entre o governo central e os governos estaduais isto e resultado dos estados incorrerem em gastos de fundos desproporcionais às suas fontes de receita, no processo de completar suas responsabilidades. No entanto, os estados são mais capacitados de avaliar as necessidades e preocupações de seus habitantes e, portanto, mais eficientes em abordá-los. As disparidades fiscais entre as regiões dos governos estaduais decorrem de diferenças dos antecedentes históricos ou recursos disponíveis, e podem aumentar ao longo do tempo.[carece de fontes?]
Várias provisões para preencher a lacuna fiscal entre o centro e os estados já foram consagradas na Constituição da Índia, incluindo o Artigo 268, que facilita a cobrança de taxas pelo centro, mas prepara os Estados para coletar e manter os mesmos. Igualmente, os artigos 269, 270, 275, 282 e 293, entre outros, especificam formas e meios de repartição de recursos entre a União e os Estados. Além das disposições acima, a comissão de finanças serve como uma estrutura institucional para facilitar as transferências do centro para o estado.[carece de fontes?]
O artigo 280 da Constituição indiana define o alcance da comissão:[carece de fontes?]
1. O Presidente constituirá uma comissão de finanças no período de dois anos a partir do começo da Constituição e, posteriormente, no final de cinco anos ou antes, conforme considerado necessário por ele/ela, que devera incluir um presidente e quatro outros membros.
2. O Parlamento pode, por lei, determinar as qualificações necessárias para a nomeação como membros da comissão e o procedimento de seleção.
3. A comissão é constituída para fazer recomendações ao presidente sobre a distribuição de valores líquida de impostos entre a União e os Estados e também a distribuição da mesma entre os próprios Estados. Também cabe à comissão de finanças definir as relações financeiras entre a União e os Estados. Eles também lidam com a devolução de recursos de receita não planejados.

## Funções
1. Distribuição de 'receita liquida' dos impostos entre o Centro e os Estados, a ser dividida de acordo com suas respectivas contribuições aos impostos.[carece de fontes?]
2. Determinar os fatores que regem as subvenções aos estados e a magnitude do mesmo.
3. Fazer recomendações ao presidente sobre as medidas necessárias para ampliar o Fundo de um Estado para complementar os recursos dos panchayats e municípios no estado, com base nas recomendações feitas pela comissão de finanças do estado.
4. Qualquer outro assunto relacionado a isso pelo presidente, em interesse de finanças sólidas.

## A Comissão de Finanças (Provisões Diversas) Lei, 1951
A Lei da Comissão de Finanças (Provisões Diversas) de 1951 foi aprovada para dar um formato estruturado à comissão de finanças e para equipara-los aos padrões mundiais, definindo regras para a qualificação e desqualificação de membros da comissão e sua nomeação, prazo, elegibilidade e poderes.

### Qualificações dos membros
O presidente de uma comissão de finanças é escolhido por pessoas com experiência em assuntos públicos. Os outros quatro membros são selecionados entre pessoas que:[carece de fontes?]
1. São, foram ou são qualificados como juízes de um tribunal superior ,
2. Ter conhecimento das finanças ou contas do governo, ou
3. Ter experiência em administração finanças; ou
4. Ter conhecimentos especiais de economia

### Desqualificação de ser membro da comissão
Um membro pode ser desqualificado se:[carece de fontes?]
1. Ele não é saudável mentalmente; e como segue-
2. Ele é um insolvente não liberado;
3. Ele foi condenado por um crime imoral;
4. Seus financeiros e outros interesses são tais que impedem o adequado funcionamento da comissão.

### Período de mandato dos membros e elegibilidade para renomeação
Cada membro permanecerá em cargo pelo período de tempo especificado na ordem do Presidente, mas é elegível para ser reconduzido desde que tenha, por meio de uma carta endereçada ao presidente, renunciado ao cargo.[carece de fontes?]

### Salários e benefícios dos membros
Os membros da comissão devem prestar serviço em tempo integral ou meio-período à comissão, conforme as especificações do Presidente e suas ordens. Os membros receberão salários e subsídios de acordo com as provisões estabelecidas pelo Governo Central.[carece de fontes?]

## Lista de Comissões Financeiras
Até o momento, foram nomeadas 15 Comissões de Finanças, que são as seguintes: 
| Comissão de Finanças | Ano de fundação | Presidente           | Duração operacional |
| -------------------- | --------------- | -------------------- | ------------------- |
| Primeiro             | 1951            | KC Neogy             | 1952–57             |
| Segundo              | 1956            | K. Santhanam         | 1957–62             |
| Terceiro             | 1960            | AK Chanda            | 1962–66             |
| Quarto               | 1964            | PV Rajamannar        | 1966–69             |
| Quinto               | 1968            | Mahaveer Tyagi       | 1969–74             |
| Sexto                | 1972            | K. Brahmananda Reddy | 1974–79             |
| Sétimo               | 1977            | JM Shelat            | 1979–84             |
| Oitavo               | 1983            | YB Chavan            | 1984–89             |
| Nono                 | 1987            | NKP Salve            | 1989–95             |
| Décimo               | 1992            | Calça KC             | 1995–00             |
| Décima primeira      | 1998            | AM Khusro            | 2000–05             |
| Décimo segundo       | 2002            | C. Rangarajan        | 2005–10             |
| Décimo terceiro      | 2007            | Dr. Vijay L. Kelkar  | 2010–15             |
| décimo quarto        | 2013            | Dr. Y. V Reddy       | 2015–20             |
| décimo quinto        | 2017            | NK Singh             | 2020–25             |

### 14ª Comissão de Finanças
Principais Recomendações da 14ª Comissão de Finanças chefiada pelo Prof. YV Reddy[carece de fontes?]
1. A participação dos estados nas receitas líquidas dos impostos compartilháveis do governo central deve ser de 42%. Isso representa um aumento de 10 pontos percentuais em relação à recomendação da 13ª Comissão de Finanças.
2. O déficit de receita deve ser progressivamente reduzido e eliminado.
3. O déficit fiscal deve ser reduzido para 3% do PIB até 2017-18.
4. Uma meta de 62% do PIB para a dívida combinada do governo central e dos estados.
5. O Plano Fiscal de Médio Prazo (MTFP) deve ser reformado e transformado em uma declaração de compromisso em vez de uma declaração de intenção.
6. A lei de Responsabilidade Fiscal e Gestão Orçamentária (FRBM) precisa ser alterada para mencionar a natureza dos choques que exigiriam o relaxamento das metas.
7. Tanto o governo central quanto os estados devem concluir a "Grande Barganha" para implementar o modelo da Lei de Imposto sobre Bens e Serviços (GST).
8. Iniciativas para reduzir o número de Programas Patrocinados pelo Governo Central (Central Sponsored Schemes - CSS) e restaurar a predominância de concessões de planos baseados em fórmula.
9. Os estados precisam tratar do problema das perdas no setor de energia com prazo definido.

### 15ª Comissão de Finanças
A Décima Quinta Comissão de Finanças foi constituída pelo Governo da Índia, após a aprovação do Presidente da Índia, por meio de uma notificação no Diário Oficial da Índia em novembro de 2017. Nand Kishore Singh foi nomeado como presidente da comissão, com os membros em tempo integral sendo Shaktikanta Das e Anoop Singh, e os membros em meio-período sendo Ramesh Chand e Ashok Lahiri. No entanto, Ajay Narayan Jha foi nomeado para substituir Shaktikanta Das, que renunciou à comissão para servir como governador do Banco de Reserva da Índia.

A comissão foi estabelecida para fornecer recomendações por cinco anos começando em 1º de abril de 2020. As principais tarefas da comissão eram "fortalecer o federalismo cooperativo, melhorar a qualidade dos gastos públicos e ajudar a proteger a estabilidade fiscal". Alguns jornais, como The Hindu e The Economic Times, observaram que o trabalho da comissão se tornou mais difícil devido à implementação do imposto sobre bens e serviços (GST), pois esse imposto havia retirado certos poderes relacionados à tributação dos estados e da União, e os deram para o Conselho do GST.